# 부시즘

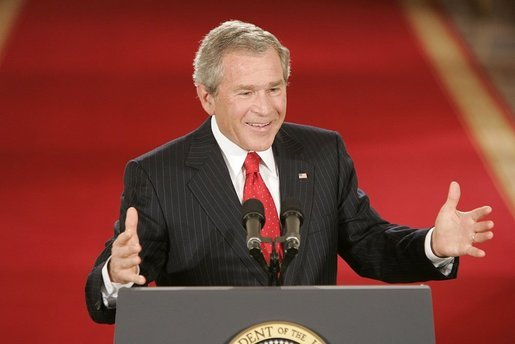

부시즘(Bushism)은 미국 제43대 대통령인 조지 W. 부시 및 그의 아버지이자 미국 제41대 대통령인 조지 H.W. 부시의 발언들을 말한다.이러한 신조어는 미국에서 인기있는 유행어의 한 부분이 되었으며, 미국의 몇몇 웹사이트나 출판물의 기초가 되었다. 또한 부시즘은 두 사람에 대한 풍자를 나타내기도 한다.
부시즘의 공동저자 가운데 한 사람인 몰리 이빈스와 같은 칼럼니스트들은 “부시가 ‘워싱턴 영어’를 어렵게 말했을 것”, “부시는 지나치게 강조한 단어들로 이루어진 그의 방언으로 덮으려고 시도했을 것”이라고 시사했다. 몇몇 사람들은 부시는 그가 대통령으로서 반드시 말을 해야 할 단어에 친숙하지 않을 것이라고 가정했다.
미국에서는 부시의 영어 오용을 수집하는 것이 하나의 산업이 되었고, 2002년도에 첫 출판이 된 이래 부시의 발언들을 모은 책들이 미국 및 독일, 프랑스, 그리고 이탈리아 등에서 많이 팔렸으며, 베스트 셀러에 오르기도 했다.

## 대표적인 발언들
- "Is our children learning?"

"우리 아이들이 배우고 있습니까?"
(Our children은 복수라서 Is가 아닌 Are를 사용해야 한다.) (2000년 1월 11일 사우스캐롤라이나에서)
- "Africa is a nation that suffers from incredible disease."

"아프리카는 놀라운 병을 앓고 있는 국가입니다."
(incredible는 긍정적 의미로서 '놀라운, 엄청난'의 의미를 지닌 단어로, 다른 의미의 단어 (예를 들면 조금 강한 어조이지만 awful이나 terrible)를 사용해야 한다. 또한 아프리카는 대륙 이름이지 국가 이름이 아니다.)" (2001년 6월 14일 스웨덴 요텐베리에서)
- "They misunderestimated the compassion of our country."

"그들은 우리 나라(미국)의 동정심을 잘못과소평가했습니다."
(저런 단어는 존재하지 않는다. underestimate는 '과소평가하다', overestimate는 '과대평가하다'라는 의미가 있다.) (2001년 9월 26일 워싱턴 DC에서)
- "There's an old saying in Tennessee — I know it's in Texas, probably in Tennessee — that says, fool me once, shame on.. shame on you. Fool me — you can't get fooled again."

“테네시에 오래된 격언이 하나 있습니다. - 텍사스인 것은 아는데 아마도 테네시일 것입니다. - 나를 희롱한 자, 부끄러운 줄 알아라. 다시는 희롱당하지 않을 것이다." (2002년 9월 17일 내쉬빌에서)

## 같이 보기
- covfefe
- 말라프로피즘
- 두음전환

## 참고 문헌
- 김명훈. 2004. 미 제43대 대통령 조지 W. 부시의 엉터리 영어. 서울:민서각
- Frank, Justin A., Bush on the Couch: Inside the Mind of the President  (2004), ISBN 0-06-073670-4.
- Miller, Mark Crispin. The Bush Dyslexicon (2001), ISBN 0-393-04183-2.
- George W. Bushisms: The Accidental Wit and Wisdom of Our 43rd President. Ed. Jacob Weisberg. ISBN 0-7407-4456-9.
- Bushisms/President George Herbert Walker Bush in His Own Words New Republic. Workman Pub Co., May 1992, ISBN 1-56305-318-7
- George W. Bush -- On The Trips Of His Tongue -- A Linguistic Legacy.  B. Elwin Sherman. ISBN 978-1-4303-1795-1.